# Constantin Blaha
Constantin Blaha (* 1. Dezember 1987 in Wien) ist ein österreichischer Wasserspringer. Sein bisher größter Erfolg ist der Gewinn der Bronzemedaille vom 1-Meter-Brett bei den Schwimmeuropameisterschaften 2016 in London.

## Werdegang
Constantin Blaha lernte das Wasserspringen beim SU Wien. 2004 belegte er bei der Jugend-Europameisterschaft den zehnten Platz vom Turm und bei der Jugend-Weltmeisterschaft Platz neun vom 3-Meter-Brett. Bei den Schwimmeuropameisterschaften 2006 wurde er Sechster vom 3-Meter-Brett und Zehnter vom 1-Meter-Brett. Bei den Schwimmweltmeisterschaften 2007 kam er nicht über einen 33. Platz vom 3-Meter-Brett hinaus. Die Militär-Weltspiele 2007 beendete er auf Platz sieben vom 3-Meter-Brett. Bei den Schwimmeuropameisterschaften 2008 wurde er Zwölfter vom 1-Meter- und 14. vom 3-Meter-Brett. Die Olympischen Sommerspiele 2008 brachten den 22. Platz im Wasserspringen von 3 Metern. Auch die Schwimmweltmeisterschaften 2009 waren für ihn mit den Plätzen 14 und 25 schon jeweils nach dem Vorkampf zu Ende. Bei den Schwimmeuropameisterschaften 2010 wurde er Fünfter vom 1-Meter-Brett.
Constantin Blaha ist 1,78 m groß und wiegt 76 kg. Derzeit ist er Zeitsoldat.
An der State University in Phoenix/Arizona schloss er 2013 ein Bachelor-Studium in Sportrecht und Wirtschaft ab.

## Erfolge
- EM: 6. 3 m und 10. 1 m 2006, 12. 1 m u. 14. 3 m 2008, 5. 1 m 2010
- Hallen-EM: 6. 3 m 2008
- Militär-Weltspiele: 7. 3 m 2007
- WM: 33. 3 m 2007, 5. 1 m 2013
- Jugend-WM: 9. 3 m 2004
- Jugend-EM: 10. Turm 2004